# Osum
L'Osum (albanès: Osumi) és un riu del sud d'Albània. S'uneix amb el riu Devoll a prop de la ciutat de Kuçovë, al districte homònim del comtat de Berat, per formar el riu Seman.

## Característiques
Neix als vessants occidentals de la serralada de Gramos, a la part sud-occidental del comtat de Korçë, prop del poble de Vithkuq, a una altitud de 1.050 metres. Flueix inicialment cap al sud, passant pel municipi de Kolonjë, després cap a l'oest fins a Çepan, i cap al nord-oest a través de Çorovodë, on passa pel famós canyó d'Osum, Poliçan, Berat i Ura Vajgurore. Té una longitud de 161 km i la seva conca hidrogràfica cobreix una àrea de 2.073 km², amb una alçada mitjana de la conca de 828 metres sobre el nivell del mar. El seu cabal mitjà és de 32,5 m³/s. El cabal del riu varia entre 5,11 m³/s i 74,11 m³/s.

## Etimologia
A l'antiguitat clàssica, el riu Osum era conegut com "Apsus" (grec antic: Ἄψος, llatí: Apsus), que és un derivat de l'arrel indoeuropea *ăp- "aigua, riu". L'hidrònim il·líric Apsus correspon a Apsias, un nom de riu del sud d'Itàlia portat per les migracions il·líries (iapigis) a la regió.

## Història
Gai Juli Cèsar sovint esmenta el riu Apsus en la seva obra "Comentaris de la Guerra Civil", que tracta sobre la guerra civil a l'antiga Roma entre els anys 49 i 45 aC. A la riba esquerra del riu, prop de l'embocadura, va estar durant un temps el campament de Cèsar, mentre que a la riba dreta es trobava el de Pompeu.
El riu té una gran importància des del punt de vista militar, ja que la vall d'Osum és un pas natural des de Macedònia i Epir cap al mar Adriàtic. Per aquesta raó, la vall va ser una zona d'operacions militars en totes les guerres, des de les guerres il·líries fins a la guerra italo-grega de 1940-1941.